# میخ‌ماهی
میخ‌ماهی (نام علمی: Triacanthodidae) نام یک تیره از راسته چهاردندان‌سانان است.